# Eslöv (stad)
Eslöv is de hoofdstad van de gelijknamige gemeente Eslöv in Skåne de zuidelijkste provincie van Zweden. De plaats heeft 17.070 inwoners (2006) en een oppervlakte van 899 hectare.

## Verkeer en vervoer
Bij de plaats lopen de Riksväg 17 en Länsväg 113.
De plaats heeft een station aan de spoorlijnen Rååbanan, Ystad - Eslöv, Katrineholm - Malmö en had een station aan de spoorlijnen in oostelijk Skåne.

## Inwonertallen
Aantal inwoners in verschillende jaren:
| Jaar | Aantal inwoners |
| ---- | --------------- |
| 1825 | 327             |
| 1870 | 1 294           |
| 1871 | 1 432           |
| 1875 | 1 240           |
| 1890 | 1 428           |
| 1908 | 2 311           |
| 1909 | 5 075           |
| 1911 | 5 396           |
| 1921 | 5 964           |
| 1931 | 6 035           |
| 1941 | 6 392           |
| 1951 | 7 167           |
| 1964 | 11 192          |
| 1990 | 14 976          |
| 1995 | 15 399          |
| 2000 | 15 521          |
| 2005 | 16 551          |
| 2006 | 17 070          |

## Geboren in Eslöv
- Lucas Persson (1984), wielrenner
- Tina Leijonberg (1962), zangeres en acteur
- Erik Penser (1942), zakenman
- Clas Göran Söllgård (1947), acteur